# Sebastian Ernst
Sebastian Ernst (Neustadt am Rübenberge, 4 marzo 1996) è un calciatore tedesco, centrocampista del Jahn Ratisbona.

## Descrizione
È un centrocampista.

## Carriera
Cresciuto nelle giovanili dell’Hannover 96, senza però mai debuttare in prima squadra, nel 2016 passa al club del Magdeburgo a titolo definitivo.
Dopo una breve esperienza in prestito al Kickers Würzburg, nel 2017 viene ceduto al Greuther Fürth.
Nel 2021 fa ritorno all'Hannover mentre, il 28 giugno 2024, viene ceduto al Jahn Ratisbona.